# 1. Revisionssenat des Bundesverwaltungsgerichts
Der 1. Revisionssenat ist ein Spruchkörper des Bundesverwaltungsgerichts. Er ist einer von elf Revisionssenaten, die beim Bundesverwaltungsgericht gebildet wurden. 

## Zuständigkeit
Der Senat ist im Geschäftsjahr 2024 zuständig für Sachen aus den Gebieten
1. des Ausländerrechts,
2. des Asylrechts,
3. des Rechts der Vertriebenen einschließlich des Rechts der Vertriebenenzuwendung, der Sowjetzonenflüchtlinge und der politischen Häftlinge, soweit nicht dem 8. Revisionssenat zugewiesen,
4. des Staatsangehörigkeitsrechts,
5. die nicht einem anderen Senat zugewiesen sind, soweit nicht dem 10. Revisionssenat zugewiesen.

## Besetzung
Der Senat ist gegenwärtig mit folgenden sechs Berufsrichtern besetzt:
- Vorsitzender: Robert Keller
- Stellvertretender Vorsitzender: Martin Fleuß
- Beisitzer: Franz Wilhelm Dollinger, Holger Böhmann, Silke Wittkopp, Ulrike Fenzl

## Vorsitzende
| Nr. | Name (Lebensdaten)            | Beginn der Amtszeit | Ende der Amtszeit  |
| --- | ----------------------------- | ------------------- | ------------------ |
| 1   | Ludwig Frege (1884–1964)      | 28. März 1953       | 31. Dezember 1954  |
| 2   | Hans Egidi (1890–1970)        | 29. April 1955      | 30. Juni 1958      |
| 3   | Fritz Werner (1906–1969)      | 18. Juli 1958       | 26. Dezember 1969  |
| 4   | Wolfgang Zeidler (1924–1987)  | 15. Juni 1970       | 7. November 1975   |
| 5   | Herbert Heinrich (* 1922)     | 7. Februar 1977     | 31. Mai 1989       |
| 6   | Werner Meyer (* 1935)         | 31. Mai 1989        | 30. September 2000 |
| 7   | Stefan Paetow (* 1943)        | 2000                | 20. September 2001 |
| 8   | Marion Eckertz-Höfer (* 1948) | 20. September 2001  | 31. Januar 2014    |
| 9   | Uwe-Dietmar Berlit (* 1956)   | 1. Juli 2014        | 31. März 2022      |
| 10  | Robert Keller (* 1967)        | 2. August 2022      |                    |